# تحصیل بارکهان
تحصیل بارکهان (به انگلیسی: Barkhan Tehsil) یک تحصیل در پاکستان است که در ایالت بلوچستان واقع شده‌است.